# Sunburst Arc
Галактика Sunburst — сильно увеличенная галактика с красным смещением z = 2,38 (10,9 миллиарда световых лет), расположенная за скоплением галактик PSZ1 G311.65-18.48. Данное скопление действует как увеличитель мощности благодаря эффекту гравитационного линзирования, искажая пространство вокруг себя и создавая различные траектории для фотонов, испускаемых галактикой Sunburst. Это создаёт четыре дуговых сегмента, расположенных примерно по окружности вокруг линзирующего скопления на переднем плане. Случайное выравнивание галактики Sunburst с галактиками в линзирующем скоплении разбивает некоторые сегменты дуги на несколько меньших изображений, создавая в общей сложности 12 полных или частичных изображений галактики вдоль дуги; некоторые из этих изображений значительно увеличены. На одном из этих увеличенных изображений галактики Sunburst астрономы обнаружили самую яркую из известных на сегодняшний день звёзд — Годзиллу. Другое исследование предполагает, что Годзилла — это компактное молодое массивное звездное скопление, состоящее из тысяч ярких звезд и увеличенное примерно в 500-2000 раз. Излучение из туманности Годзиллы указывает на необычно высокое давление ионизированного газа, сильно обогащённого азотом.
В галактике Sunburst расположено массивное звездное скопление, которое образовалось всего 2-4 млн лет назад. Звездное скопление очень компактное, массой в десятки миллионов солнечных масс и радиусом не более 10 парсек. Замечено, что оно испускает ионизирующее излучение в межгалактическое пространство и в своих окрестностях ионизирует плотную туманность, обогащенную азотом и, вероятно, образовавшуюся из звездного ветра массивных звезд.